# Rolle (miasto)

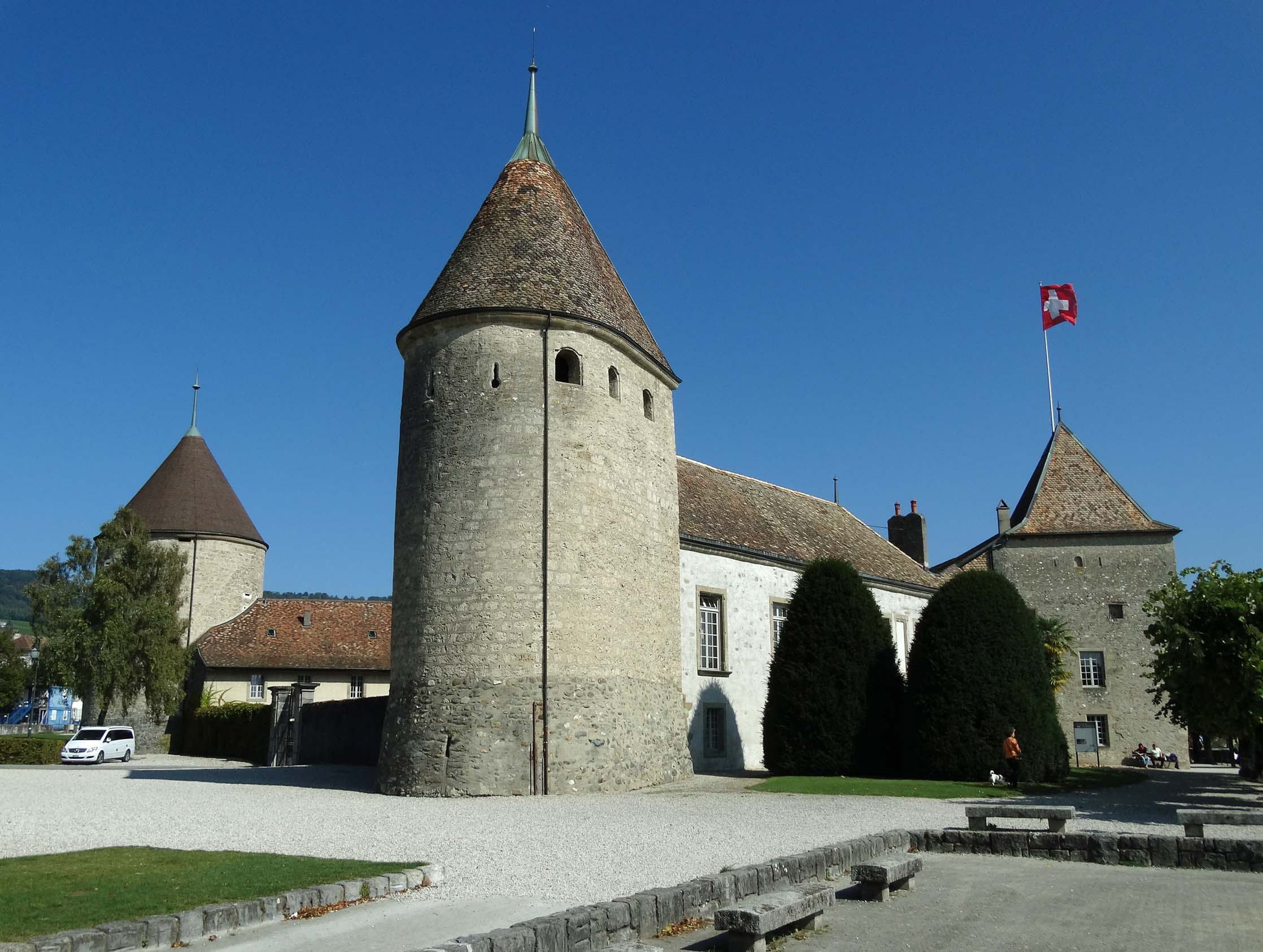
Zamek w Rolle

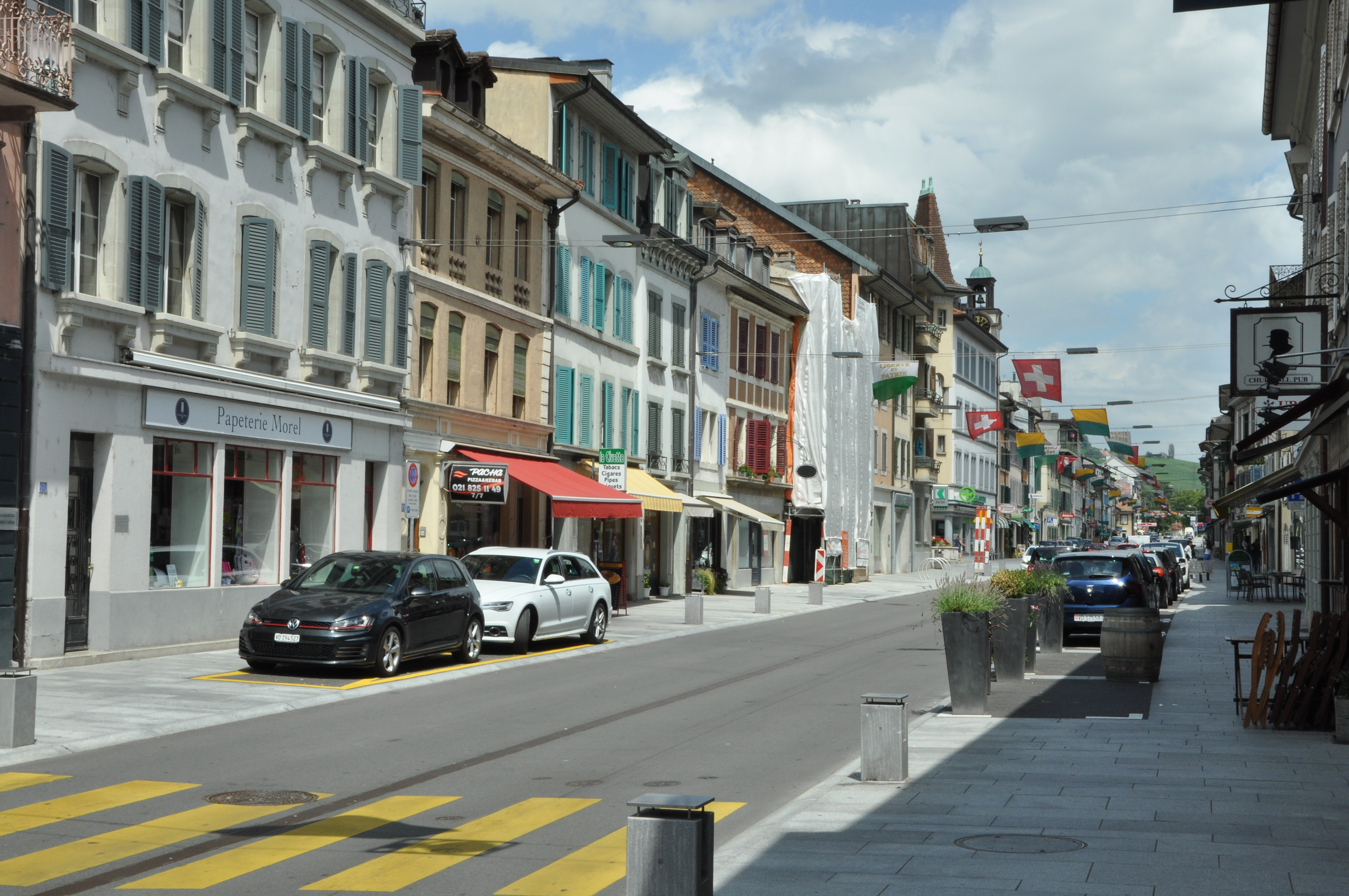
Grand-Rue w Rolle

Rolle (hist. Roll) – miasto i gmina (commune) w zachodniej Szwajcarii, w kantonie Vaud, w okręgu (district) Nyon.

## Położenie
Miejscowość położona jest na północno-zachodnim brzegu Jeziora Genewskiego, pomiędzy Nyon a Lozanną. Rolle usytuowane jest ok. 30 km na północny wschód od Genewy w znanym z winnic regionie La Côte. Najstarsza część miasta znajduje się tuż nad brzegiem Jeziora Genewskiego. Położona jest nisko, zaledwie 3–8 m ponad poziomem tafli jeziora. Zdecydowana większość zabudowy miejskiej leży w pasie o szerokości niespełna 1 km, ciągnącym się między brzegiem jeziora a autostradą A1.
W odległości ok. 60 m od brzegu na Jeziorze Genewskim znajduje się sztucznego pochodzenia wyspa de La Harpe (fr. Île de La Harpe.
Z miasteczka rozpościera się widok na szczyty Alp, wznoszące się po drugiej stronie jeziora. Główną część panoramy zajmują Prealpy Sabaudzkie.

## Historia
Początki Rolle sięgają XIII w., kiedy książęta sabaudzcy rozpoczęli tu budowę zamku. Miasteczko rozwijało się powoli. Pierwszy kościół miejski wybudowano dopiero na początku XVI w.

## Demografia
W połowie lat 80. XX w. Rolle liczyło ok. 3400 mieszkańców. Obecnie (2020 r.) w miejscowości mieszkają 6322 osoby. W 2021 roku 41,9% populacji gminy stanowiły osoby urodzone poza Szwajcarią.

## Zabytki
- Zamek (fr. Château de Rolle). Wzniesiony w końcu XIII w. Gotycki, murowany z kamienia, ma formę niskiej, trójskrzydłowej budowli wzniesionej na planie nieforemnego czworoboku. Flankują ją cztery masywne wieże, różniące się między sobą kształtem i wysokością. Od 1798 r. jest własnością miasta. Obecnie mieści się w nim m.in. sala posiedzeń Rady Gminnej oraz pomieszczenia recepcyjne i wystawowe[3].

- Kościół (fr. Temple de Rolle). Pierwszy kościół w mieście powstał w latach 1520-1521. W czasie Reformacji w 1536 r. został przejęty przez protestantów, od 1621 r. jest kościołem parafialnym. Murowany, tynkowany. Składa się z gotyckiej, przysadzistej wieży na planie kwadratu, nakrytej wysokim dachem wieżowym oraz nawy, wzniesionej w XVIII w. i przebudowanej w latach 1789-1790[5].

- Dom Allinges (fr. Maison d'Allinges; Grand-Rue 50). Jedna z niewielu średniowiecznych budowli, zachowanych w Rolle. Dom mieszczański o cechach obronnych. Późnogotycki, pochodzi z początków XVI w.[3].

- Kasyno (fr. Casino-Théatre de Rolle; Rue du Port 15). Duży, czworoboczny budynek, wzniesiony w 1875 r., nakryty dachem czterospadowym. W budynku sala teatralna oraz restauracja dysponująca tarasem z widokiem na jezioro[3].

## Osoby

### związane z gminą
- Jean-Luc Godard (1930-2022), mieszkał i zmarł tutaj wybitny francuski reżyser filmowy i współtwórca Nowej fali lat 60.[6]

## Współpraca
Miejscowość partnerska:
- Wallisellen, Zurych

## Transport
Przez teren miasta przebiegają autostrada A1 oraz drogi główne nr 1 i nr 127. 